# Melomys cooperae
Melomys cooperae — вид гризунів, що належать до родини Muridae. Вперше його було описано в 1995 році на основі зразків, знайдених на острові Ямдена в Індонезії. Інших прикладів цього виду не знайдено; в результаті про це дуже мало відомо. МСОП вносить його до списку "Недостатньо даних". Вид, названий на честь Нори Купер, яка його вперше описала.

## Зовнішній вигляд
Вид середнього розміру вагою від 64,5 до 96,5 г і довжиною голови та тіла від 118 до 140 мм. Верхні частини корицево-коричневі, з чорнуватими відблисками на носі та лобі та білими щоками. Навколо очей чорнуваті кільця. Черевна частина, внутрішні частини кінцівок і задня частина ніг білі. Вуха короткі, кольору кориці. Хвіст довший за голову й тулуб (140—170 мм), лавандово-сірий зверху й блідо-сірий знизу.

## Спосіб життя
Це деревний вид. Вагітних самиць відловлювали у квітні та травні.